# Ålkarstjärnarnas naturreservat
Ålkarstjärnarna är ett naturreservat i Ovanåkers kommun i Gävleborgs län.
Området är naturskyddat sedan 2017 och är 788 hektar stort. Reservatet består av talldominerad barrskog, mindre områden av äldre gran och lövträd, myrmark, ett tjugotal tjärnar och flera mindre vattendrag. 